# روبن بوبا
روبن بوبا (بالرومانية: Ruben Popa)‏ (22 مارس 1989 برومانيا - ) هو لاعب كرة قدم روماني في مركز الهجوم. لعب مع يان ريغينسبورغ ويو تي أي أراد وFC Pipinsried ‏ وSSV Jahn Regensburg II ‏.

## وصلات خارجية
- روبن بوبا على موقع قاعدة بيانات كرة القدم.إي يو (الإنجليزية)
- روبن بوبا على موقع بيانات كرة القدم. دي إي (الألمانية)